# 通县

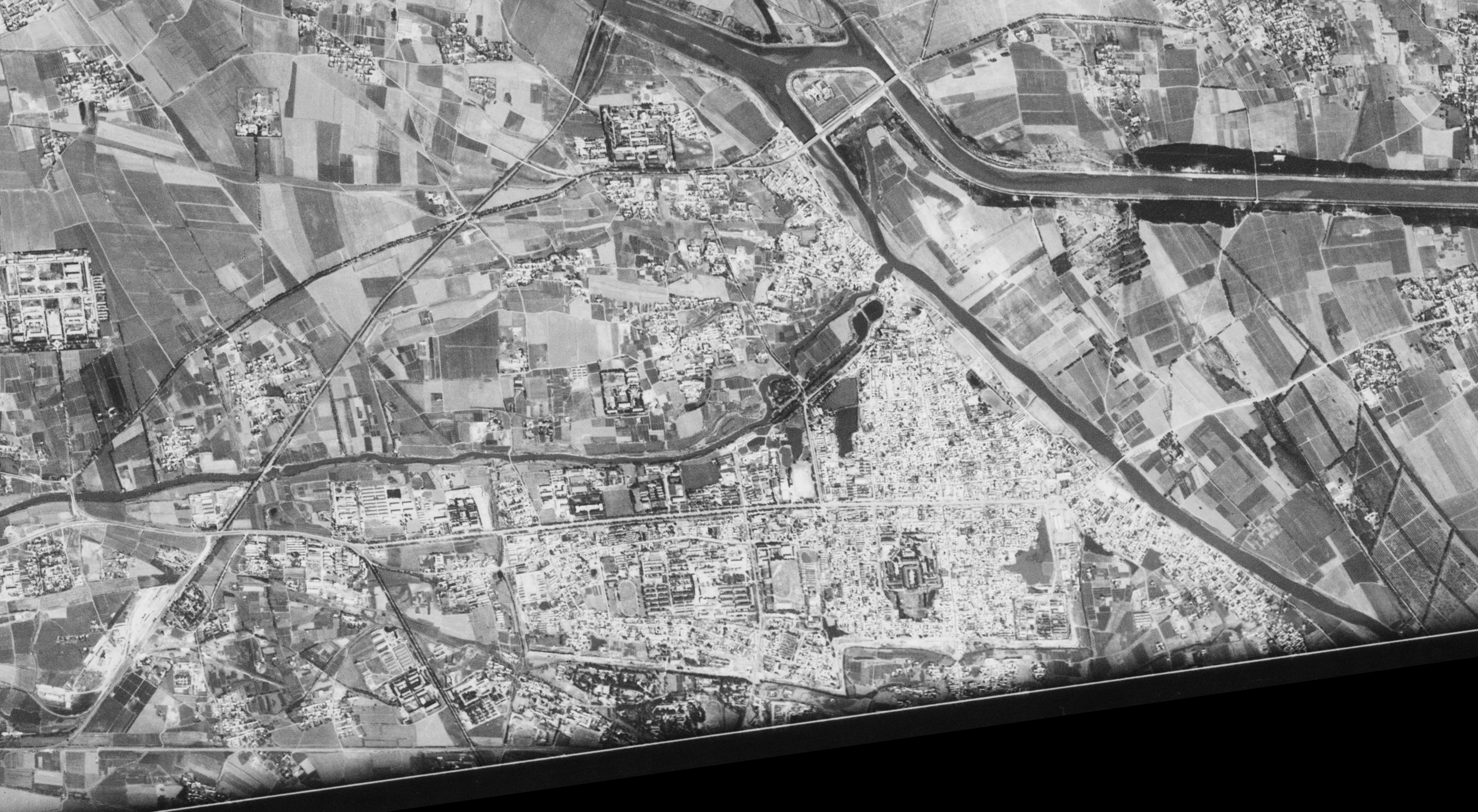
1967年拍摄的通县卫星照片。城墙是从1951年开始拆除的，此时还可以明显看到原通州城轮廓和护城河。

通县，中国旧县名，今北京市通州区的前身，含河北省三河市燕郊镇。
1913年，以通州置。其后，多有变革。1997年，撤县设区，改为通州区。做为中華民國公告疆域行政區劃中的河北省县份，保留至2005年。

## 历史沿革

### 中华民国初年
中华民国二年（1913年）二月，全国废州改县，以通州置通县:112，属京兆地方。民国初期，三河县的燕郊、半壁店、小胡庄划入通县:12。
1928年6月，國民革命軍北伐攻占北京城。撤销京兆地方，辖县改属直隶省。不久，直隶省改名河北省。

### 1933年起，抗战期间
1933年5月，國民政府和日本陆军签订《塘沽协定》。通县划入冀东非武装区，“成为一个受制于日本的特殊地区”。1935年底，冀東防共自治政府成立，通县为其所在地:62—63。1937年7月，在通县发生通州事件。其后，日军为加强对通县乡村地区的控制，多次进行清鄉。
1938年2月，冀東防共自治政府并入伪中华民国临时政府（华北临时政府）。4月，伪河北省公署接管冀东地区诸县，属冀东道。新的中央政府以北京（北平）为首都，故通县成为首都近县。6月1日，中华民国新民会通县指导部正式成立。11月，新民会中央指导部正式议定“将大兴县、宛平、通县、首都四郊建成模范区”。从此，通县成为新民会大力打造的模范县，以及日伪当局树立的治安模范县，号称“铜墙铁壁模范县”:63。
1938年，中共抗日武装领导的冀东大暴动失败，但此后，中共组织在冀东及通县的活动并未停止:72。1939年春，党员铁华在中共冀东特委指示下，发展党员五名，重建党支部。但因日伪统治日益严密，次年党支部停止活动。中共冀东党委决定，建立农村抗日根據地，进行长期战斗。
1940年3月，伪华北临时政府与汪精卫国民政府合并，改冀东道为燕京道，通县隶属河北省燕京道。
1940年秋，中共冀东区党委第十四地委领导的武装力量，逐步地扩展到通县东部、东南和东北的一些村庄，先后开辟蓟平密、蓟宝三、平密兴、平三密、平三蓟、三通香、三通顺等联合县（办事处）。分别属于冀东区十四地委和冀北区十二地委所领导。1940年时，通县东部是蓟（县）宝（坻）三（河）联合县第四的辖区:72。
1944年为适应抗战形势和加强反扫荡及扩大根据地斗争需要，于当年7月设立三通香联合县和三通顺联合县。通县通唐路以北部分抗日工作划归三通顺联合县领导，通唐路以南部分划归三通香联合县领导。
1944年9月，冀东的八路军收复通县东部的西集镇，并击溃日军和通县武装自卫团进攻西集镇的军事行动。1944年底，日伪当局在通县统治区范围仅限于运河以西。八路军已收复通县东部、南部:75。

### 第二次国共内战时期
1945年8月，日本投降，國民政府收复通县。通县隶属河北省第六战区联防司令部。1946年，通县改属河北省第五行政督察专员公署，为专署驻地。
1945年10月，中共冀东十四地委在西集镇尹家河村召开三通香联合县共产党代表大会，酝酿调整行政区划，组建单独的通县党政军群组织机构。1946年1月，在西集镇尹家河村，成立中共通县县委、县政府和西集二区区政府。
1946年4月30日，国军第92军21师所属的一个团进攻尹家河村。冀东军区第十四军分区主力53团负责阻击。中共通县县委、县政府转移。9月，因国民政府对解放区的军事进攻，中共通县委、县政府转移至平谷县山区。
1946年底，随着冀东武装部队的反攻，通县党政机关回到潮白河以东。1947年1月，冀东军区第十四军分区36团实行战略转移，经过西集镇南烧锅，消灭驻守南烧锅的警备队与来援的香河县国军。同月，中共通县县委、县政府重返潮白河东，驻地在西集村。此后，在其控制的西集地区开展土改。2月，趁通县县城驻军空虚之际，冀东军区部队集中力量于2月9日攻克通县县城，随即撤离。
1947年7月，國民政府在通县的武装力量开始反攻。11月中旬，国军进攻解放区，中共通县县委与县区干部一度撤离。12月底，在中共冀东地委领导下，中共通县县委返回通县。而在1947年下半年，解放军由战略防御转入战略进攻。根据冀东党委指示精神，冀东军区司令部决定先拔掉通县县城外围据点，然后夺取县城，为解放北平扫清障碍。
1948年间，中共通县县委领导了对通县国府地方武装的军事进攻。9月，通县县大队与香河县大队协同，打败國民政府通县、香河县、武清县武装的联合进攻，并持续消灭国军据点。通县境内的国军士气低落，据守于通县县城、平通铁路沿线和几个孤立的据点中，未敢进攻。
1948年11月，入关的东北解放军和华北解放军一同对北平城形成包围之势。12月13日晚，驻守通县的国军撤离县城。通县境内只有马驹桥的守军进行抵抗。12月14日，解放军大部队进入通县县城，同日攻占马驹桥，由此宣告通县全境“解放”。

### 中华人民共和国时期
1948年12月14日，解放军占领通县全境。中共政权以通州城关分设通州市，实行军管。通县人民政府驻西集。市、县同属河北省冀东区第十四行政督察专员公署。1949年1月，北平和平解放。同年2月，通州市划归北平市军事管制委员会领导，改称为北平市第二十一区。通县隶属关系不变。
1949年3月，通县人民政府自西集迁驻张家湾。1949年8月，中共河北省委、省政府成立，同时撤销冀东区党委。8月10日，遵照华北人民政府指示，北平市第二十一区改称通州市，与通县同时划归河北省通县区行政督察专员公署领导，通县专署驻于通州市。9月，通州市改称通县镇。
1950年5月13日，县、镇合并称通镇，通县人民政府自张家湾镇迁至通镇。1951年11月，县、镇再度分开，仍恢复通县和通县镇两个名称，隶属关系不变，县、镇两个政府同驻通县镇。1954年4月19日，通县镇改为河北省辖专区代管的通州市（县级）。1958年4月，通州市、县同时划归北京市领导。随之，县、市合并改名通州区，同时撤销通县专署。1960年2月，通州区又改称通县。
1997年5月，中国国务院批复同意北京市撤销通县，设立通州区。9月28日，召开通州区成立大会，举行挂牌仪式。

## 通县概况
1938年，伪通县公署编制的《通县概况一览》中，全县分为五警区，编成六镇、三百八十九编乡，东西约五十华里，南北约九十华里，面积约四千五百方华里，耕地面积约一万两千頃:1。
除通县县城外，通县所辖六镇分别是城东二十里的燕郊镇、城东南四十里的西集镇、城南四十里的永乐店镇、城西南三十里的牛堡屯镇、城西南四十里的馬駒橋鎮、城南十二里的张家湾镇:2—4。
《通县概况一览》中，通县全县人口共有67109户，男186722，女167147，共计353869:10。
1947年，中華民國內政部编撰的《中華民國行政區域簡表》中，通县县域面积约为1134.32平方公里，人口307294人:112。